# 里庄站
里庄站（日语：／ Satoshō eki */?）是位於岡山縣淺口郡里庄町，屬於西日本旅客鐵道（JR西日本）山陽本線的車站。

## 歷史
- 1917年（大正6年）7月13日 - 鐵道院山陽本線鴨方站至笠岡站之間開設里庄號誌站。
  - 當時號誌站位於岡山縣淺口郡里庄村大字新庄。
- 1920年（大正9年）11月15日 - 號誌站升級至車站，名為里庄站。為旅客、貨運車站。
- 1950年（昭和25年）6月1日 - 里庄村實施町制成為里庄町，車站位於岡山縣淺口郡里庄町大字新庄。
- 1971年（昭和46年）8月15日 - 終止貨物起卸業務。
- 1987年（昭和62年）4月1日 - 伴隨國鐵分割民營化，車站由西日本旅客鐵道（JR西日本）營運。
- 2007年（平成19年）
  - 6月 - 引入可接受ICOCA的簡易型自動閘機（日语：自動改札機）。
  - 9月1日 - 此站可以使用ICOCA。
- 2016年（平成28年）4月21日 - 隨著引入CTC[1][2]，閘口與月台設置了LED式列車出發資訊牌。
- 2019年（平成31年・令和元年）
  - 3月16日 - 早上1班停站的快速「太陽快車（日语：サンライナー）」改變為普通列車[3]。
  - 5月31日 - 當日後綠色窗口結束營業[4]。翌日成為全日無人車站。

## 車站構造

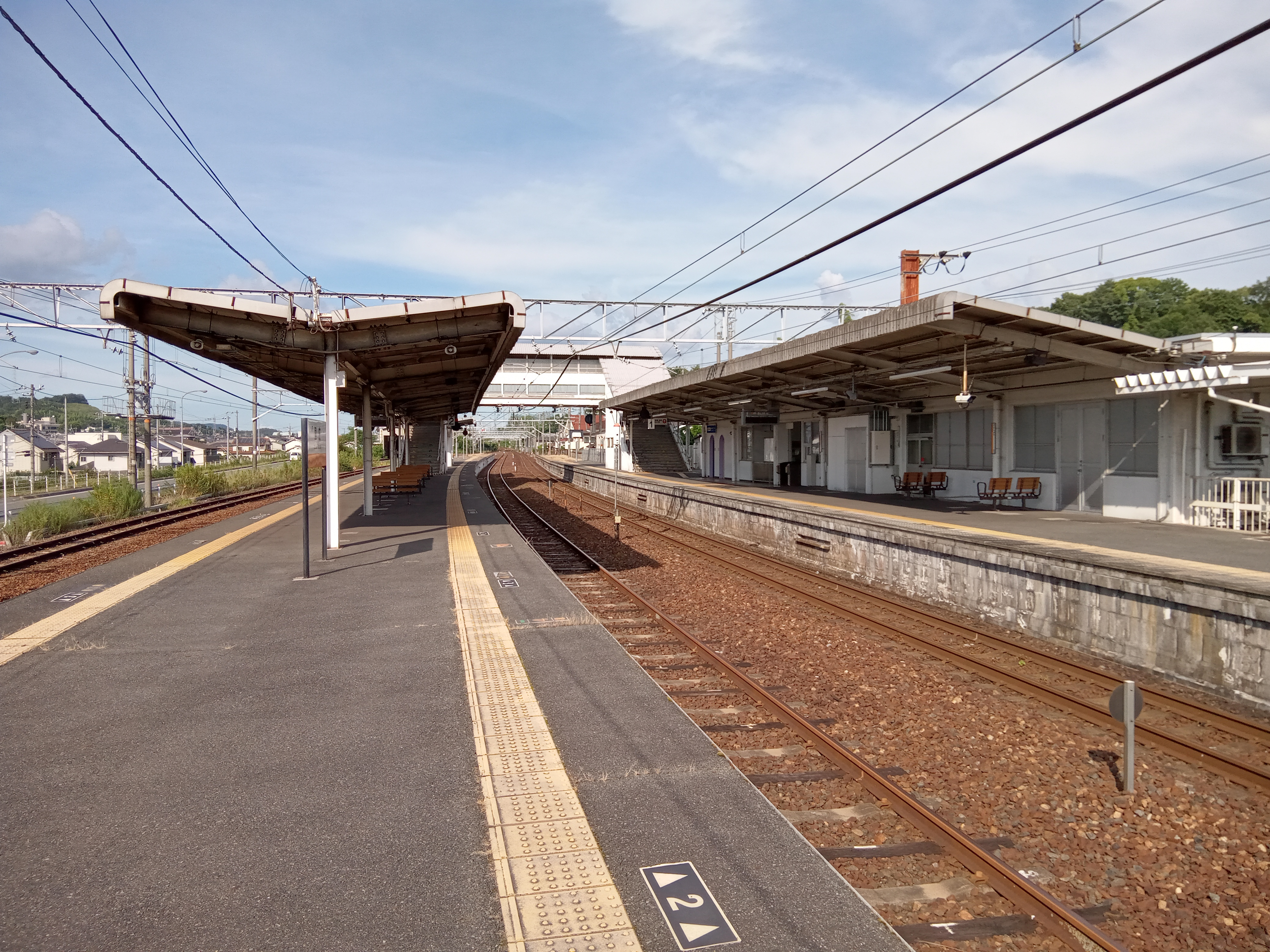
月台（2023年7月）

本站為地面車站，設有1面1線的單式月台和1面2線的島式月台，北邊另設有無月台結構的副本線（4號月台）。主要列車使用1號（下行）和3號（上行）月台，2號月台為中線，只有上下行貨物列車，與2017年3月時間表修正後只於早上上行1班普通列車使用。4號月台中，下行貨物列車停在2號月台且上行設有貨物需要待避時，便會使用4號月台。站房位於1號月台側，並透過跨線橋連接島式2號與3號月台而跨線橋中沒有升降機。
此站是由新倉敷站管理的無人車站，站內可以使用ICOCA與其互相可以使用的IC卡。進站音樂方面，1號月台曾播放「百萬朵玫瑰」，2至3號月台曾播放「出發好日子」（均播放短版），在2012年5月，改用了JR西日本標準進站音樂（但是在2011年至2012年期間，會先播放上述的音樂，再播於JR西日本標準進站音樂）。隨後在2016年5月12日，由於運行管理系統改變，車站自動廣播系統更新。

### 月台
| 月台 | 路線     | 上下行 | 方向                 | 備註                       |
| ---- | -------- | ------ | -------------------- | -------------------------- |
| 1    | 山陽本線 | 下行   | 福山、尾道、廣島方向 | 廣島方向的列車需在糸崎轉乘 |
| 2、3 | 山陽本線 | 上行   | 倉敷、岡山方向       |                            |

## 使用狀況
以下為近年1日平均乘車人次：
| 乘車人次轉變 | 乘車人次轉變     |
| 年度         | 1日平均 乘車人次 |
| ------------ | ---------------- |
| 1999         | 1,793            |
| 2000         | 1,756            |
| 2001         | 1,705            |
| 2002         | 1,630            |
| 2003         | 1,574            |
| 2004         | 1,555            |
| 2005         | 1,484            |
| 2006         | 1,464            |
| 2007         | 1,417            |
| 2008         | 1,360            |
| 2009         | 1,293            |
| 2010         | 1,311            |
| 2011         | 1,338            |
| 2012         | 1,323            |
| 2013         | 1,338            |
| 2014         | 1,277            |
| 2015         | 1,269            |
| 2016         | 1,298            |
| 2017         | 1,332            |

## 車站周邊
- 里庄町歷史民俗資料館
- 里庄町公所
- 里庄郵局（日语：里庄郵便局）
- 中國銀行 里庄分店
- 笠岡信用組合（日语：笠岡信用組合） 里庄分店
- 國道2號

## 巴士路線
- 井笠鐵道（日语：井笠鉄道）廢止路線替代運行巴士（淺口市、里庄町聯營）[6]
  - 西六、寄島（日语：寄島町）方向

## 相鄰車站
西日本旅客鐵道
 山陽本線
■快速「太陽快車」
通過
■普通
鴨方－里庄－笠岡

## 注腳
1. ↑  .   [2020-03-24]. （原始内容存档于2020-03-24）.
2. ↑  .   [2020-03-24]. （原始内容存档于2020-03-24）.
3. ↑   (PDF). 西日本旅客鐵道株式會社 岡山分社. 2018-12-14  [2018-12-15]. （原始内容 (PDF)存档于2018-12-14）.PDF
4. ↑   (新闻稿). 西日本旅客鐵道. 2019-05-09  [2019-05-10]. （原始内容存档于2019-05-10）.
5. ↑  . 岡山縣.   [2019年3月24日]. （原始内容存档于2019年3月24日）.
6. ↑   (PDF).   [2020-03-24]. （原始内容存档 (PDF)于2019-07-12）.

## 外部連結
- 里庄｜車站資訊：JR出門網 - 西日本旅客鐵道